# Kilimanjaro (regio)
Kilimanjaro is een regio in het oosten van Tanzania.
De regio is ruim 13.000 vierkante kilometer groot en had in 2012 ruim 1,6 miljoen
inwoners. De hoofdstad van de regio is Moshi, dat ten zuiden van de berg Kilimanjaro ligt.

## Grenzen
Kilimanjaro heeft verder drie regionale grenzen:
- Arusha in het noorden van het westen.
- Manyara in het zuiden van het westen.
- Tanga in het zuidoosten.

## Districten
De regio is onderverdeeld in zeven districten:

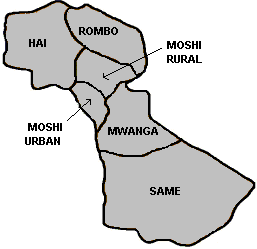
Districten van Kilimanjaro

- Hai
- Landelijk Moshi
- Moshi Stad
- Mwanga

- Rombo
- Same
- Siha